# Богдановское сельское поселение (Ростовская область)
Богда́новское се́льское поселе́ние — сельское поселение в составе Каменского района Ростовской области России.
Административный центр поселения — хутор Богданов.

## Административное устройство
В состав Богдановского сельского поселения входят:
- хутор Богданов;
- посёлок Васильевский;
- хутор Верхнеговейный;
- хутор Верхнеясиновский;
- разъезд Лавров;
- хутор Липов;
- хутор Нижнеговейный;
- хутор Нижнесазонов;
- хутор Нижнеясиновский;
- хутор Перебойный;
- посёлок Разъезд Северный Донец;
- станция Репная;
- хутор Среднеговейный;
- хутор Федорцев;
- хутор Хоботок;
- посёлок Чистоозерный.

## Население
| 2010  | 2012  | 2013  | 2014  | 2015  | 2016  | 2017  |
| ----- | ----- | ----- | ----- | ----- | ----- | ----- |
| 4979  | ↘4829 | ↘4691 | ↘4518 | ↘4378 | ↘4271 | ↘4169 |
| 2018  | 2019  | 2020  | 2021  |       |       |       |
| ↘4039 | ↘3909 | ↘3819 | ↘3745 |       |       |       |

## Достопримечательности
- Длинный каньон